# یوکوهاما
یوکوهاما (به ژاپنی: 横浜市 Yokohama-shi) (به انگلیسی: Yokohama) یکی از شهر های ژاپن و مرکز استان کاناگاوا می‌باشد. این شهر با جمعیت ۳٫۶ میلیون نفری خود پرجمعیت‌ترین شهر ژاپن پس از توکیو می‌باشد. این شهر تا سال ۱۸۵۹ یک روستای ماهیگیری بود. ولی پس از آن که در آن سال به عنوان یک بندر تجاری در نظر گرفته شده‌است به سرعت پیشرفت کرده‌است.

## مترو
متروی یوکوهاما در سال ۱۹۷۲ تأسیس شده و هم‌اکنون دارای ۲ خط و ۴۲ ایستگاه می‌باشد. همچنین خط میناتومیرای نیز به عنوان یک سامانه ترابری ریلی در سال ۲۰۰۴ با ۶ ایستگاه راه‌اندازی شده‌است.

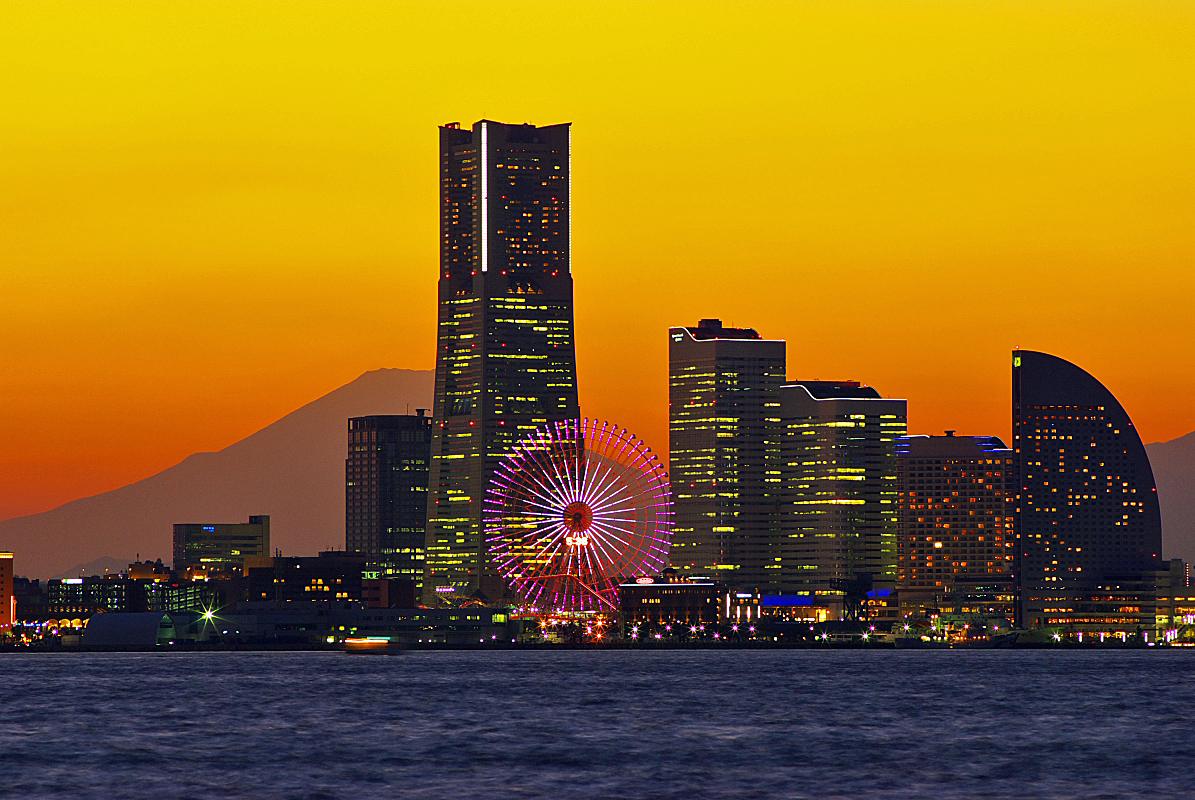

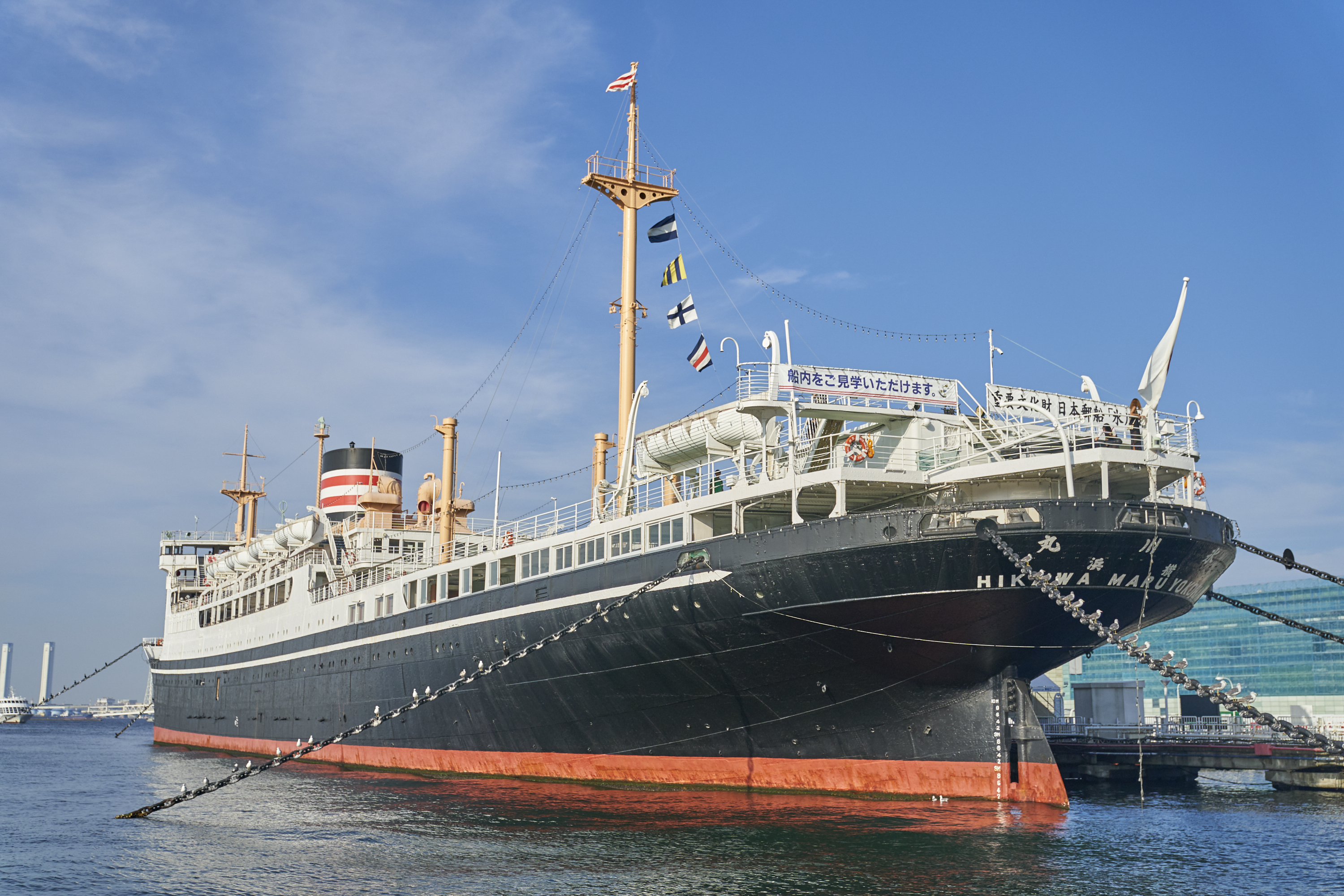
موزه کشتی "氷川丸"